# Chapelle Notre-Dame de l'Aouach
Chapelle Notre-Dame de l'Aouach est une chapelle situé dans la vallée de la Garonne. Elle fait partie de la commune du Fauga dans le département de Haute-Garonne en régions Occitanie.

## Géographie
La chapelle Notre-Dame de l'Aouach est située au pied d'un coteau en rive droite de la Garonne en face du village du Fauga. 

## Histoire
D'architecture romane du XIIe siècle d'origine, elle fut enrichie aux XIIIe et XIVe siècle d'un clocher mur et d’une abside semi-circulaire.
D'importants pèlerinages à la Vierge se déroulent en ce lieu pour veiller sur les marins d’eau douce et les pèlerins pour rejoindre la route de Compostelle qui y traversaient le fleuve à cet endroit faute de pont. Encore de nos jours, le 15 août on peut s'y rendre en pèlerinage grâce à un bac qui traverse la Garonne,.
Les processions du 15 août à Notre-Dame de l’Aouach datent de 1639.

## Décoration intérieure
Statue de la Vierge à l’enfant en bois doré qui date du XVe siècle, tableau de l’Assomption daté du XVIe siècle, des vitraux signés Gesta, des médaillons  mariaux.

### Événement
- Thierry Machuel et James MacMillan y ont enregistrés Quinte et sens le  14 au juillet 2017[7].